# 용왕님 보우하사
《용왕님 보우하사》는 2019년 1월 14일부터 2019년 7월 12일까지 방영된 MBC 일일 드라마이다.
해당 작품을 끝으로 2019년 7월 16일부터 MBC 일일 드라마 시간대는 오전 7시 50분으로 변경되었다.

## 기획 의도
세상 만물의 수천가지 색을 읽어내는 ‘절대 시각’을 가진 여자 심청이가 세상을 흑백으로만 보는 피아니스트 마풍도를 만나 사랑과 인생의 아름다움을 나누고, 잃어버린 아버지의 비밀을 찾아내는 현대판 ‘심청이’ 이야기

## 등장인물

### 주요 인물
- 이소연 : 심청이(본명: 조홍주)(28세) 역 - 풍도의 연인, 지환의 친딸
- 재희 : 마풍도(32세) 역 - 청이의 연인
- 조안 : 여지나(29세) 역 - 열매의 친모, 청이의 의붓언니
- 김형민 : 백시준(34세) 역 - 열매의 친부, 지나의 전 애인

### 심청이네
- 안내상 : 심학규 역 - 청이와 지나의 양부
- 금보라 : 방덕희 역 - 학규의 아내, 지나의 친모, 청이의 양모
- 하은진 : 조헌정 역 - 청이의 친구, 시준의 이종사촌 동생
- 전민준 : 이우양 역 - 청이의 친구, 헌정의 남편, 태양의 아버지
- 이엘빈 : 이태양 역 - 우양과 헌정의 아들

### 마풍도네
- 오미연 : 마영인 역 - 주보그룹 회장 → 명예회장
- 임지은 : 마재란 역 - 마영인의 딸
- 박정학 : 서필두 역 - 주보그룹의 가신
- 이슬아 : 오귀녀 역 - 재란의 딸

### 백시준네
- 윤복인 : 정무심 역 - 시준의 어머니, 덕희의 고향 후배
- 김도혜 : 백열매 역 - 시준의 친딸

### 그 외 인물
- 백보람 : 고요정 역 - 주보그룹 원료개발원 소장
- 민찬기 : 라이언 역 - 풍도의 매니저겸 비서
- 윤영일 : 문비서 역 - 필두의 비서
- 탁트인 : 탁과장 역 - 주보그룹 홍보팀 과장
- 송지우 : 지우 역 - 주보그룹 홍보팀 직원
- 신민주 : 민주 역 - 주보그룹 홍보팀 직원
- 한기원

### 특별 출연
- 임호 : 조지환 역 - 청이의 친아버지
- 정찬 : 마성재 역 - 풍도의 아버지
- 양정아 : 청이의 친어머니 역
- 김해인 : 갑질 손님 역
- 안기영 : 미용실 남자 손님 역
- 김미혜 : 기자 역

## 시청률
최저 시청률과 최고 시청률은 시청률 조사회사와 지역별로 시청률에 차이가 있을 수 있습니다.
| 2019년  | 2019년   | 2019년         | 2019년         | 2019년       |
| 회차    | 방송일   | TNmS 시청률    | AGB 시청률     | AGB 시청률   |
| 회차    | 방송일   | 대한민국(전국) | 대한민국(전국) | 서울(수도권) |
| ------- | -------- | -------------- | -------------- | ------------ |
| 제1회   | 1월 14일 | 9.5%           | 8.2%           | 8.2%         |
| 제2회   | 1월 15일 | 10.5%          | 8.1%           | 7.9%         |
| 제3회   | 1월 16일 | 10.3%          | 8.9%           | 9.3%         |
| 제4회   | 1월 17일 | 10.9%          | 7.8%           | 7.8%         |
| 제5회   | 1월 18일 | 10.7%          | 8.2%           | 8.4%         |
| 제6회   | 1월 21일 | 10.3%          | 9.0%           | 9.0%         |
| 제7회   | 1월 22일 | 11.9%          | 8.7%           | 8.1%         |
| 제8회   | 1월 23일 | 10.2%          | 8.4%           | 8.0%         |
| 제9회   | 1월 24일 | 10.4%          | 8.1%           | 8.2%         |
| 제10회  | 1월 25일 | 10.0%          | 8.3%           | 8.4%         |
| 제11회  | 1월 28일 | 10.8%          | 8.9%           | 8.5%         |
| 제12회  | 1월 29일 | 10.2%          | 8.1%           | 7.5%         |
| 제13회  | 1월 30일 | 8.7%           | 6.3%           | 6.4%         |
| 제14회  | 1월 31일 | 10.9%          | 8.5%           | 7.8%         |
| 제15회  | 2월 1일  | 10.1%          | 7.8%           | 7.4%         |
| 제16회  | 2월 7일  | 9.4%           | 8.2%           | 8.2%         |
| 제17회  | 2월 8일  | 10.1%          | 7.4%           | 7.2%         |
| 제18회  | 2월 11일 | 9.9%           | 8.0%           | 7.7%         |
| 제19회  | 2월 12일 | 9.5%           | 7.9%           | 7.4%         |
| 제20회  | 2월 13일 | 9.3%           | 7.9%           | 7.3%         |
| 제21회  | 2월 14일 | 9.4%           | 8.2%           | 8.2%         |
| 제22회  | 2월 15일 | 9.2%           | 7.9%           | 8.3%         |
| 제23회  | 2월 18일 | 9.9%           | 7.5%           | 7.1%         |
| 제24회  | 2월 19일 | 10.3%          | 7.4%           | 6.9%         |
| 제25회  | 2월 20일 | 10.5%          | 7.9%           | 7.7%         |
| 제26회  | 2월 21일 | 10.3%          | 8.1%           | 7.5%         |
| 제27회  | 2월 22일 | 10.0%          | 7.9%           | 7.6%         |
| 제28회  | 2월 25일 | 11.0%          | 8.0%           | 7.5%         |
| 제29회  | 2월 26일 | -              | 4.1%           | 4.1%         |
| 제30회  | 3월 1일  | -              | 3.2%           | -            |
| 제31회  | 3월 4일  | 10.7%          | 7.6%           | 6.7%         |
| 제32회  | 3월 5일  | 10.9%          | 8.2%           | 8.3%         |
| 제33회  | 3월 6일  | 11.0%          | 8.6%           | 8.6%         |
| 제34회  | 3월 7일  | 11.9%          | 8.7%           | 8.6%         |
| 제35회  | 3월 8일  | 11.0%          | 8.5%           | 8.7%         |
| 제36회  | 3월 11일 | 11.8%          | 8.5%           | 8.1%         |
| 제37회  | 3월 12일 | 9.5%           | 9.5%           | 9.5%         |
| 제38회  | 3월 13일 | 11.2%          | 9.1%           | 8.8%         |
| 제39회  | 3월 14일 | 10.8%          | 8.0%           | 7.7%         |
| 제40회  | 3월 15일 | 10.8%          | 8.6%           | 8.1%         |
| 제41회  | 3월 18일 | 6.3%           | 5.3%           | 6.0%         |
| 제42회  | 3월 19일 | 7.4%           | 6.2%           | 6.6%         |
| 제43회  | 3월 20일 | 8.7%           | 6.7%           | 6.7%         |
| 제44회  | 3월 21일 | 8.4%           | 7.0%           | 7.4%         |
| 제45회  | 3월 22일 | 8.1%           | 6.5%           | 6.7%         |
| 제46회  | 3월 25일 | 8.3%           | 6.6%           | 7.1%         |
| 제47회  | 3월 27일 | 8.0%           | 6.9%           | 7.6%         |
| 제48회  | 3월 28일 | 8.5%           | 6.7%           | 6.8%         |
| 제49회  | 3월 29일 | 8.2%           | 6.0%           | 6.0%         |
| 제50회  | 4월 1일  | 9.0%           | 6.5%           | 6.4%         |
| 제51회  | 4월 2일  | 8.2%           | 7.3%           | 7.3%         |
| 제52회  | 4월 3일  | 8.1%           | 6.1%           | 6.1%         |
| 제53회  | 4월 4일  | 8.1%           | 6.8%           | 6.8%         |
| 제54회  | 4월 8일  | 7.8%           | 6.1%           | 5.9%         |
| 제55회  | 4월 9일  | 9.0%           | 7.5%           | 7.2%         |
| 제56회  | 4월 10일 | -              | 7.3%           | 7.4%         |
| 제57회  | 4월 12일 | -              | 6.7%           | 7.3%         |
| 제58회  | 4월 15일 | 8.2%           | 6.4%           | 6.9%         |
| 제59회  | 4월 16일 | 8.4%           | 6.2%           | 6.6%         |
| 제60회  | 4월 17일 | 7.7%           | 6.5%           | 6.7%         |
| 제61회  | 4월 18일 | 9.4%           | 7.3%           | 7.5%         |
| 제62회  | 4월 19일 | 7.5%           | 6.3%           | 5.6%         |
| 제63회  | 4월 22일 | 7.6%           | 6.3%           | 5.9%         |
| 제64회  | 4월 23일 | 9.4%           | 8.1%           | 7.8%         |
| 제65회  | 4월 24일 | 8.3%           | 7.0%           | 6.9%         |
| 제66회  | 4월 25일 | 9.6%           | 7.3%           | 7.3%         |
| 제67회  | 4월 26일 | 9.3%           | 7.6%           | 7.8%         |
| 제68회  | 4월 29일 | 9.5%           | 6.5%           | 6.0%         |
| 제69회  | 4월 30일 | 7.9%           | 6.3%           | 6.2%         |
| 제70회  | 5월 1일  | 8.4%           | 6.1%           | 5.7%         |
| 제71회  | 5월 2일  | -              | 6.8%           | 6.8%         |
| 제72회  | 5월 3일  | 7.6%           | 6.4%           | 6.2%         |
| 제73회  | 5월 6일  | 7.8%           | 5.8%           | 5.5%         |
| 제74회  | 5월 7일  | 7.7%           | 6.4%           | 6.3%         |
| 제75회  | 5월 8일  | 7.1%           | 6.1%           | 6.5%         |
| 제76회  | 5월 9일  | 7.8%           | 6.0%           | 6.0%         |
| 제77회  | 5월 10일 | 7.3%           | 6.5%           | 6.4%         |
| 제78회  | 5월 13일 | 7.8%           | 7.2%           | 7.8%         |
| 제79회  | 5월 14일 | 7.3%           | 6.8%           | 6.8%         |
| 제80회  | 5월 15일 | 7.6%           | 6.3%           | 5.5%         |
| 제81회  | 5월 16일 | 7.8%           | 5.7%           | 5.8%         |
| 제82회  | 5월 17일 | 8.3%           | 6.8%           | 7.0%         |
| 제83회  | 5월 20일 | 8.1%           | 6.5%           | 6.6%         |
| 제84회  | 5월 21일 | 7.1%           | 6.0%           | 6.0%         |
| 제85회  | 5월 22일 | 7.8%           | 6.1%           | 6.2%         |
| 제86회  | 5월 23일 | 8.0%           | 5.9%           | 6.0%         |
| 제87회  | 5월 24일 | 7.1%           | 5.5%           | 5.7%         |
| 제88회  | 5월 27일 | 9.1%           | 7.3%           | 7.3%         |
| 제89회  | 5월 28일 | 7.3%           | 6.4%           | 6.4%         |
| 제90회  | 5월 29일 | 8.4%           | 6.3%           | 6.6%         |
| 제91회  | 5월 30일 | 9.1%           | 7.0%           | 7.2%         |
| 제92회  | 5월 31일 | 7.1%           | 6.5%           | 7.0%         |
| 제93회  | 6월 3일  | 7.2%           | 6.3%           | 6.8%         |
| 제94회  | 6월 4일  | 7.6%           | 6.0%           | 5.8%         |
| 제95회  | 6월 5일  | 8.3%           | 5.7%           | 5.6%         |
| 제96회  | 6월 6일  | 9.3%           | 7.3%           | 7.2%         |
| 제97회  | 6월 7일  | 9.2%           | 6.7%           | 6.7%         |
| 제98회  | 6월 10일 | 7.7%           | 6.1%           | 5.5%         |
| 제99회  | 6월 11일 | -              | 5.8%           | 5.7%         |
| 제100회 | 6월 13일 | 7.9%           | 5.7%           | 5.7%         |
| 제101회 | 6월 14일 | -              | 2.4%           | -            |
| 제102회 | 6월 17일 | 7.3%           | 5.7%           | 5.5%         |
| 제103회 | 6월 18일 | 8.4%           | 6.4%           | 6.8%         |
| 제104회 | 6월 19일 | 7.9%           | 6.6%           | 6.6%         |
| 제105회 | 6월 20일 | 8.0%           | 6.6%           | 6.9%         |
| 제106회 | 6월 21일 | 7.1%           | 6.9%           | 7.0%         |
| 제107회 | 6월 24일 | 7.7%           | 6.5%           | 6.3%         |
| 제108회 | 6월 25일 | 7.9%           | 6.6%           | 6.9%         |
| 제109회 | 6월 26일 | 8.7%           | 7.0%           | 6.6%         |
| 제110회 | 6월 27일 | 7.6%           | 6.8%           | 6.8%         |
| 제111회 | 6월 28일 | 7.6%           | 6.5%           | 6.6%         |
| 제112회 | 7월 1일  | 7.6%           | 5.8%           | 4.9%         |
| 제113회 | 7월 2일  | 7.0%           | 6.3%           | 6.0%         |
| 제114회 | 7월 3일  | 7.6%           | 6.4%           | 6.1%         |
| 제115회 | 7월 4일  | 8.1%           | 6.5%           | 6.6%         |
| 제116회 | 7월 5일  | 7.2%           | 6.5%           | 6.7%         |
| 제117회 | 7월 8일  | 7.2%           | 6.1%           | 5.9%         |
| 제118회 | 7월 9일  | 7.2%           | 6.1%           | 6.1%         |
| 제119회 | 7월 10일 | 8.7%           | 6.9%           | 6.7%         |
| 제120회 | 7월 11일 | 8.1%           | 6.7%           | 7.2%         |
| 제121회 | 7월 12일 | 6.4%           | 5.7%           | 6.1%         |

## 결방 사유 및 편성 변경 및 연장
- 2019년 2월 4일 ~ 2019년 2월 6일 : 설특집 방송으로 결방.
  - 2월 4일 : <2019 설에도 나 혼자 산다> 방송으로 결방.
  - 2월 5일 : <아이돌스타 선수권대회> 방송으로 결방.
  - 2월 6일 : <아이돌스타 선수권대회> 방송으로 결방.
- 2019년 2월 27일, 2019년 2월 28일 : 제2차 북미정상회담 방송으로 결방.
- 2019년 3월 1일 : 3.1절 특집 방송으로 인해 저녁 6시 50분으로 편성 변경
- 2019년 3월 18일 ~ 2019년 7월 11일 : 봄개편으로 저녁 6시 50분으로 편성 변경
- 2019년 3월 26일 : 축구 친선경기 〈대한민국 VS 콜롬비아〉 중계방송으로 인해 결방.
- 2019년 4월 5일 : MBC 뉴스데스크 대체방송으로 인해 결방.
- 2019년 4월 11일 : 대한민국 임시정부 100년 임시 토론회 편성으로 인해 결방.
- 2019년 6월 11일 : 문재인 대통령 오슬로 포럼 연설 중계방송으로 인해 결방.
- 2019년 6월 12일 : 문재인 대통령 스웨덴 의회 연설 중계방송으로 인해 저녁 6시로 편성 변경
- 2019년 7월 12일 : 2019년 세계 수영 선수권 대회 개막식 관계 로 오후 6시 40분으로 편성변경
- 용왕님 보우하사 방영 분량이 120부작에서 1회 연장되어 121부작으로 변경 및 확정되었다.

## 경쟁 프로그램
- KBS 1TV 일일 드라마 《비켜라 운명아》 (2018년 11월 5일 ~ 2019년 4월 26일)
- KBS 2TV 일일 드라마 《왼손잡이 아내》 (2019년 1월 2일 ~ 2019년 5월 31일)
- KBS 1TV 일일 드라마 《여름아 부탁해》 (2019년 4월 29일 ~ 2019년 10월 25일)
- KBS 2TV 일일 드라마 《태양의 계절》 (2019년 6월 3일 ~ 2019년 11월 1일)

## 같이 보기
- 대한민국의 텔레비전 드라마 목록 (ㅇ)
- 2019년 대한민국의 텔레비전 드라마 목록